# ディエゴ・ライネス
ディエゴ・ライネス・レイバ（Diego Lainez Leyva, 2000年6月9日 - ）は、メキシコ・ビヤエルモサ出身のサッカー選手。メキシコ代表。UANLティグレス所属。ポジションはミッドフィールダー。

## クラブ経歴
2012年からメキシコのクラブ・アメリカのユースチームでキャリアをスタートさせ、2017年3月1日、サントス・ラグナ戦でプロデビューを果たした。
2019年1月10日、レアル・ベティスと2024年までの契約を締結した。加入1シーズン目は、レギュラー確保とはならなかったが、途中交代から得意のドリブルでチャンスを演出するなど、まずまずの出だしとなった。2021-22シーズンは、マヌエル・ペレグリーニ監督が積極的なローテションを採用したことで、リーグ戦21試合に出場したものの、翌シーズンは出番が激減してしまった。
2022年7月29日、2022-23シーズンはプリメイラ・リーガのSCブラガにレンタル移籍することが発表された。しかし、満足いく出場機会を得られなかっため、半年でレンタルを打ち切った。
2023年1月30日、母国メキシコのUANLティグレスへレンタル移籍で加入し、1年後にベティスへ復帰する契約を結んだ。

## 代表経歴
2021年7月に開催された2020年東京オリンピックではU-23メキシコ代表の一員として大会に参加し、銅メダルを獲得した。
2018年9月7日、アメリカ合衆国代表との親善試合にてメキシコ代表デビューを飾った

## 個人成績
2023年7月1日現在
| クラブ            | シーズン     | リーグ             | リーグ | リーグ | カップ | カップ | その他 | その他 | 通算 | 通算 |
| クラブ            | シーズン     | ディヴィジョン     | 出場   | 得点   | 出場   | 得点   | 出場   | 得点   | 出場 | 得点 |
| ----------------- | ------------ | ------------------ | ------ | ------ | ------ | ------ | ------ | ------ | ---- | ---- |
| クラブ・アメリカ  | 2016–17      | リーガMX           | 9      | 0      | 1      | 0      | —      | —      | 10   | 0    |
| クラブ・アメリカ  | 2017-18      | リーガMX           | 15     | 0      | 8      | 0      | 1      | 0      | 23   | 0    |
| クラブ・アメリカ  | 2018-19      | リーガMX           | 15     | 5      | 3      | 0      | -      | -      | 18   | 5    |
| クラブ・アメリカ  | 通算         | 通算               | 39     | 5      | 12     | 0      | 1      | 0      | 51   | 5    |
| レアル・ベティス  | 2018-19      | ラ・リーガ         | 12     | 0      | 4      | 1      | -      | -      | 16   | 1    |
| レアル・ベティス  | 2019-20      | ラ・リーガ         | 15     | 0      | 3      | 1      | -      | -      | 18   | 1    |
| レアル・ベティス  | 2020-21      | ラ・リーガ         | 21     | 0      | 4      | 0      | -      | -      | 25   | 0    |
| レアル・ベティス  | 2021-22      | ラ・リーガ         | 7      | 0      | 2      | 2      | -      | -      | 9    | 2    |
| レアル・ベティス  | 通算         | 通算               | 55     | 0      | 13     | 4      | 0      | 0      | 68   | 4    |
| SCブラガ (loan)   | 2022-23      | プリメイラ・リーガ | 6      | 1      | 4      | 1      | 3      | 0      | 13   | 2    |
| ティグレス (loan) | 2022-23      | リーガMX           | 19     | 0      | -      | -      | 4      | 0      | 23   | 0    |
| キャリア通算      | キャリア通算 | キャリア通算       | 119    | 6      | 25     | 4      | 1      | 0      | 159  | 11   |

## タイトル

### クラブ
クラブ・アメリカ
- プリメーラ・ディビシオン : アペルトゥーラ2018

レアル・ベティス
- コパ・デル・レイ : 1回 (2021-22)

UANLティグレス
- プリメーラ・ディビシオン : クラウスーラ2023